# Hennadij Zubov
Hennadij Zubov (in ucraino Геннадій Зубов?; Alčevs'k, 12 settembre 1977) è un ex calciatore ucraino, di ruolo centrocampista.